# Semiothisa oweni
Semiothisa oweni är en fjärilsart som beskrevs av Louis W. Swett 1907. Semiothisa oweni ingår i släktet Semiothisa och familjen mätare. Inga underarter finns listade i Catalogue of Life.